# So Doshin
Det här är en artikel om en person med japanskt personnamn; So är familjenamnet.
So Doshin (宗 道臣), född 1911, död 1980, var kampsporten Shorinji Kempos grundare.
So Doshin föddes den 10 februari 1911 som Michio (Mitsutsuji) i prefekturen Okayama i Japan. Hans far är okänd, hans mors namn var Yoshino. Yoshino gifte sig med Riichi 1915 och registrerade Michio som deras son som då fick namnet Nakano Michiomi. Han hade två yngre systrar Toshie och Chieko.
När Nakano Riichi dog 1919 tvingades Yoshino att arbeta hårt för att försörja familjen, So Doshin tog då över allt hushållsarbete i hemmet. Yoshino gick med i en religiös sekt Tenri 1919 och 1921 vid 12 års ålder lämnade So Doshin hemmet och flyttade runt i bland annat Kobe, Shimonoseki, Tokyo och Hokkaido.
År 1925 när So Doshin var 14 år lämnade han hemmet för att bo hos sin farfar, Shigeto So, som bodde i Manchuriet. So Shigeto reste mellan Manchuriet och Japan och var berömd för sina budokunskaper, särskilt Kendo. Han var Shian i Tsuda Ichiden Ryu, en gren till Asayama Ichiden Ryu.
So Doshins mor dog 1926 och samma år dog hans yngsta syster, året därpå dog även hans äldre syster och So Shigeto. So Doshin anmälde sig frivillig 1928 som 17-åring att åka till Manchuriet och blev placerad där med arbetsuppgifter rörande underrättelsearbete. Där mötte han Liang Chen, en viktig figur i Zaiji Li Society och mästare i North Shaolin White Lotus Fist Society som har sina rötter i Shaolintemplet.
So Doshin återvände till Japan 1931 och fick strax därefter avsked från armén på grund av hjärtfel. Han blev informerad att 70 % av de som fick avsked av medicinska skäl dog inom ett år. I tron att han bara hade något år kvar att leva återvände So Doshin till Kina. Liang Chen började behandla So Doshin med akupunktur och acrepressur. Han blev även introducerad till Liang Chen lärare Taizong Wen som hade varit Shaolin-munk och ärvt stilen Yihemen Quan från Longbai Huang - den 19:e mästaren av stilen. So Doshin blev 1936 den 21:a mästaren av Yihemen Quan. So Doshin såg en målning i Shaolintemplet tillsammans med Liang Chen och Tazong Wen målad under Qing-dynastin (1644-1912) som visar Shaolinmunkar träna kampkonst. Denna målning påverkade So Doshin starkt.
So Doshin gifte sig med Takada Toyoko under denna tid och fick sin första dotter Nakano Tomiko 1935 och sin andra dotter Nakano Michiko 1937. 1957 gifte sig So Doshin för tredje gången och fick en gemensam dotter Nakano Yuki som föddes den 1 november 1957. 
1945 under slutet av andra världskriget upplevde han direkt vad det innebär att förlora ett krig när ryska trupper invaderade Manchuriet och återvände till Japan. Det var kring denna svåra period i Kina som So Doshin kom till insikten att allt berodde på kvalitén hos individen.
So Doshin fick en uppenbarelse i en dröm där Bodhidharma förklarade att han skulle undervisa i Arahan no Ken för att attrahera unga människor och förklara hur det japanska samhället skulle kunna byggas upp efter kriget. Grunden i hans lära handlade om Ken zen Ichinyo (att träna både kropp och själ) och Riki ai Funi (styrka och kärlek i harmoni).
Han strukturerade vad han lärt sig i Kina och Japan och grundade Shorinji Kempo 1947 i Japan.